# Abel Sarramiac
Abel Sarramiac, né le 27 août 1886 à Layrac (Lot-et-Garonne) et mort en déportation le 26 mars 1944 en Allemagne dans le camp de Buchenwald, ou Mittelbrau-Dora, est un comptable et résistant français. Il sauve durant la Seconde Guerre mondiale de nombreux juifs dans le Gers et est reconnu comme « Juste parmi les nations ».

## Avant la Résistance
Abel Joseph Irénée Sarramiac naît le 27 août 1886 à Layrac, dans le Lot-et-Garonne. En 1896, alors qu’il a 10 ans, sa famille s’installe à Auch (Gers). Combattant lors de la Première Guerre mondiale, il est grand blessé,. Il travaille à Auch comme chef comptable aux Compagnies réunies du gaz et de l’électricité, et s'occupe également de la mutuelle de l'entreprise.

## Résistance durant la Seconde Guerre mondiale
En novembre 1942, alors que les troupes de l’Allemagne nazie occupent le Sud de la France, la situation des juifs se dégrade gravement. Abel Sarramiac prend alors la tête du mouvement Libération-Sud pour le Gers, l’organisation de résistance locale. Il établit une filière permettant aux juifs de traverser une frontière ou de trouver des familles d'agriculteurs prêtes à les accueillir, sauvant ainsi un grand nombre de familles juives. En 1943, il héberge Julia Witmann et sa famille. En septembre 1943, alors qu'il hébergeait son supérieur dans la résistance, le juif Nathan Aron Petrowski dit « André Perron », les deux hommes sont arrêtés par la milice allemande à son domicile au 23 ou 28 rue Embaquès, sous les yeux de sa petite-fille de 5 ans Jacqueline, à la suite d'une dénonciation. Ils sont torturés à la mairie d'Auch puis au quartier général de la Gestapo à Toulouse, ainsi qu'à la Prison Saint-Michel. Aucun des deux ne parle ; ils sont alors déportés vers le camp de concentration de Buchenwald (matricule 44100) en Allemagne par le convoi du 22 janvier 1944, dans lequel ils arrivent le 24 janvier. Abel Sarramiac meurt le 26 mars 1944,.

## Honneurs
Le 30 juin 1974, Abel Sarramiac est reconnu « Juste parmi les nations » par l'institut Yad Vashem de Jérusalem, la plus haute distinction délivrée par l'État d’Israël récompensant les hommes et les femmes qui ont risqué leur vie pour sauver des juifs. Son nom est inscrit sur le mur de l'allée des Justes-de-France dans le 4e arrondissement de Paris, ainsi que l'allée des Justes de Yad Vashem à Jérusalem. À Auch (Gers), une rue porte son nom et une plaque commémorative est posée par la Fédération nationale des déportés et internés résistants et patriotes à la subdivision EDF-GDF d’Auch-Sud en sa mémoire en 1970 à l'initiative de Marcel Dartigues, survivant de Buchenwald; elle est apposée depuis 2011 sur le lavoir municipal d'Auch, presque en face de la maison de Sarramiac. Un film mémoriel réalisé par Jean-Luc Tovar sort en 2017, Sur les traces d’Abel et Marcel retrace sa vie et celle de Marcel Dartigues, autre résistant de la Seconde Guerre mondiale.

## Personnes sauvées
Abel Sarramiac est reconnu comme Juste parmi les nations, pour avoir sauvé ces personnes :
- Nicole Klapisch (née Wittman) ;
- Aron Petrowski (chef d'Abel Sarramiac dans la Résistance) ;
- Julia Wittman.